# Dicranomyia bigladia
Dicranomyia bigladia är en tvåvingeart som först beskrevs av Alexander 1942.  Dicranomyia bigladia ingår i släktet Dicranomyia och familjen småharkrankar.
Artens utbredningsområde är Peru. Inga underarter finns listade i Catalogue of Life.